# CODLAG
Il sistema CODLAG (COmbined Diesel-eLectric And Gas) è un sistema di propulsione navale ottenuto modificando il sistema CODAG.

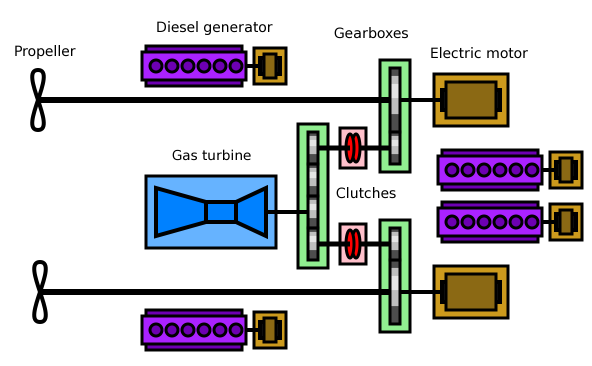
Schema del sistema di propulsione CODLAG

Il sistema di propulsione CODLAG si basa sull'impiego di motori elettrici direttamente connessi agli assi (generalmente due) delle eliche. I motori vengono alimentati da generatori diesel e per avere velocità maggiori, come avviene in sistemi di propulsione CODAG, viene inserita la turbina a gas che viene disconnessa dal sistema di trasmissione per tornare alla velocità di crociera.
Questo sistema, che usa i motori diesel sia per la propulsione che per la produzione di energia elettrica per i servizi di bordo, riduce notevolmente i costi, poiché diminuisce il numero dei motori diesel destinati ai diversi servizi della nave e i motori elettrici necessitano una minore manutenzione. Inoltre potendo i motori elettrici lavorare più efficacemente in un più ampio numero di giri, e potendo essere direttamente collegati all'asse dell'elica, risultano più semplici i sistemi di trasmissione per accoppiare e disaccoppiare i sistemi diesel-elettrici con la turbina a gas. 
Altro vantaggio della trasmissione diesel-elettrica è che, non essendo necessaria una connessione meccanica, i generatori diesel possono essere isolati acusticamente dallo scafo della nave, rendendola meno rumorosa. L'isolamento acustico dello scafo, molto usato nei sottomarini risulta molto utile anche in navi di superficie, come quelle impiegate nella lotta antisommergibile (ASW). Abitualmente le navi equipaggiate con sistema CODLAG hanno, come i sottomarini diesel elettrici, batterie ricaricabili che permettono di manovrare silenziosamente senza la necessità di azionare le macchine.
Il sistema CODLAG non va confuso con il sistema CODAG-elettrico che usa la turbina a gas come un generatore. In questo sistema i motori elettrici non sono collegati direttamente alle eliche come nel sistema CODLAG, ma ad un sistema di ingranaggi che trasmette la potenza erogata dai motori elettrici all'asse dell'elica. Questo sistema è adottato nella modernissima nave passeggeri inglese Queen Mary 2.
Nel sistema ci sono tre possibili andature:
- Con i soli generatori diesel che alimentano i motori elettrici
- Con la sola turbina a gas, con i motori elettrici che in questo caso vengono trascinati dagli assi delle eliche e funzionano come generatori;
- Con la turbina gas più i motori elettrici alimentati dai generatori diesel per aumentare la potenza.

Il sistema CODLAG costituisce la propulsione delle nuovissime fregate FREMM della Marina Militare Italiana.

## CODLAG elettrico
Il sistema CODLAG elettrico da non confondere con il sistema CODAG elettrico consiste nell'usare la turbina a gas come un generatore elettrico, affiancandola ai motori diesel-elettrici. L'energia prodotta, oltre che ad alimentare i servizi di bordo della nave, alimenta anche i motori elettrici di propulsione collegati direttamente alle eliche (diversamente dal CODAG elettrico dove i motori elettrici sono collegati alle eliche tramite degli ingranaggi di trasmissione). Questo sistema costituisce la propulsione elettrica integrata ed è usato nella nave passeggeri inglese Queen Mary 2 con  propulsori azimutali.

## CODLOG
Nel sistema CODLOG solamente le prime due sono invece le configurazioni possibili, come nelle FREMM francesi.